# Szeloszim
Szeloszim (Sheloshim) - trzydziestodniowy okres żałoby w judaizmie rozpoczynający się w dniu pogrzebu. Do tego okresu liczone są tylko pełne dni, a szeloszim kończy się po porannym nabożeństwie 31 dnia. Szeloszim ustaje również jeśli na jego okres przypada święto biblijne (ale nie rocznicowe) oraz (głównie w Izraelu) żałoba narodowa. Szeloszim nie jest jednak przerywane, jeśli ma miejsce po śmierci rodziców. Niektóre nabożeństwa w trakcie tego okresu (głównie szabatowe) mogą ulec skróceniu.